# Caumont (Passo di Calais)
Caumont è un comune francese di 195 abitanti situato nel dipartimento del Passo di Calais nella regione dell'Alta Francia.

## Storia

### Simboli
Lo stemma del comune riprende il blasone dei De Durfort de Duras, duchi di Duras, originari della Linguadoca e ultimi signori del luogo, a questo sono stati aggiunti due tortelli d'azzurro per ricordare i De Melun, che detennero la signoria per lungo tempo, anche se in realtà il loro stemma recava dei bisanti (d'azzurro, a sette bisanti d'oro, 3, 3 e 1; al capo dello stesso).

## Società

### Evoluzione demografica
Abitanti censiti